# Emmett C. Hall
Emmett C. Hall, nato Emmett Campbell Hall (Talbotton, 18 novembre 1882 – Palm Beach, marzo 1956), è stato uno sceneggiatore statunitense.

## Biografia
Nato a Talbotton, in Georgia, lavorò per il cinema. Negli anni dieci, scrisse sceneggiature per Edwin S. Porter e David W. Griffith, due tra i più importanti registi della storia del cinema.

## Filmografia

### Sceneggiatore
- Red Eagle's Love Affair (1910)
- The House with Closed Shutters, regia di David W. Griffith (1910)
- The Road to Richmond (1910)
- Almost a Hero, regia di Edwin S. Porter (1910)
- Rose O'Salem Town, regia di David W. Griffith (1910)
- That Chink at Golden Gulch, regia di David W. Griffith (1910)
- A Mountain Maid (1910)
- His Trust: The Faithful Devotion and Self-Sacrifice of an Old Negro Servant, regia di D.W. Griffith (1911)
- His Trust Fulfilled, regia di David W. Griffith (1911)
- Was He a Coward?, regia di David W. Griffith (1911)
- Teaching Dad to Like Her, regia di David W. Griffith e da Frank Powell (1911)
- A Little Lad in Dixie, regia di Rollin S. Sturgeon (1911)
- The Primal Call, regia di David W. Griffith (1911)
- Swords and Hearts, regia di David W. Griffith (1911)
- For His Son, regia di David W. Griffith (1912)
- At the Point of the Sword (1912)
- The End of the Romance, regia di Frank Montgomery - cortometraggio (1912)
- The Return of John Gray – cortometraggio (1912)
- Under a Flag of Truce, regia di Kenean Buel (1912)
- A Reconstructed Rebel, regia di Colin Campbell - cortometraggio (1912)
- The Bugler of Battery B, regia di Kenean Buel (1912)
- The Soldier Brothers of Susanna, regia di Kenean Buel e George Melford (1912)
- The Laird's Daughter, regia di Richard Garrick (1912)
- For the Love of a Girl, regia di Barry O'Neil (1912)
- Shanghaied, regia di Colin Campbell - cortometraggio (1912)
- The Mexican Spy, regia di Wilbert Melville (1913)
- Down on the Rio Grande (1913)
- The Grim Toll of War, regia di Kenean Buel - cortometraggio (1913)
- The Battle of Bloody Ford, regia di Kenean Buel e George Melford (1913)
- The Gift of the Storm, regia di Arthur V. Johnson (1913)
- The Burden Bearer, regia di Arthur V. Johnson (1913)
- With Love's Eyes, regia di Lem B. Parker - cortometraggio (1913)
- The Fighting Chaplain, regia di George Melford (1913)
- The Veil of Sleep, regia di Lloyd B. Carleton (1913)
- Indian Summer, regia di Lem B. Parker - cortometraggio (1913)
- The Price Demanded
- The Hills of Strife
- The Taking of Rattlesnake Bill
- The Rattlesnake
- The Smuggler's Daughter (1913)
- The Battle of Shiloh, regia di Joseph Smiley (1913)
- Through Flaming Paths
- Before the Last Leaves Fall, regia di Edgar Jones (1913)
- Smiles of Fortune, regia di Arthur Hotaling (1914)
- The Blinded Heart, regia di Arthur V. Johnson - cortometraggio (1914)
- The Pale of Prejudice, regia di Harry Myers  (1914)
- The Catch of the Season, regia di Harry Myers (1914)
- The House of Fear (1914)
- The Puritan, regia di John Ince (1914)
- In the Northland, regia di John Ince (1914)
- A Practical Demonstration (1914)
- The Shadow of Tragedy
- Who Seeks Revenge
- A Matter of Record
- The Beloved Adventurer
- The Impostor, regia di Lloyd B. Carleton (1914)
- Stonewall Jackson's Way
- The Unknown Country (1914)
- A Recent Confederate Victory
- The Friendship of Lamond
- The Language of the Dumb
- The Nameless Fear
- On the Road to Reno
- Such Things Really Happen
- On Bitter Creek
- Nobody Would Believe, regia di Joseph W. Smiley (1915)
- A Day of Havoc, regia di Joseph Kaufman (1915)
- Where the Road Divided
- Human Driftwood
- The Crimson Yoke
- Beyond the Wall o The Madness of Helen, regia di Travers Vale (1916)
- The Smoldering Spark, regia di Colin Campbell  - cortometraggio (1917)
- Polly of the Circus, regia di Edwin L. Hollywood e Charles Horan (1917)
- To the Highest Bidder, regia di Lucius Henderson (1917)

### Attore
- Such Things Really Happen